# Turdoides squamiceps
Turdoides squamiceps là một loài chim trong họ Leiothrichidae.